# NGC 2551
NGC 2551 (другие обозначения — UGC 4362, MCG 12-8-38, ZWG 331.40, ARAK 162, PGC 23608) — спиральная галактика (Sa) в созвездии Жираф.
Этот объект входит в число перечисленных в оригинальной редакции «Нового общего каталога».
В галактике вспыхнула сверхновая SN 2003hr типа II, её пиковая видимая звездная величина составила 16,8.
Галактика NGC 2551 входит в состав группы галактик NGC 2633. Помимо NGC 2551 в группу также входят IC 2389, NGC 2633, NGC 2634, NGC 2664A и PGC 24760.